# Pentameris borussica
Espèce
Pentameris borussica (synonyme : Pentaschistis borussica) est une espèce de plantes monocotylédones de la famille des Poaceae , Sous-famille des Danthonioideae, originaire de l'Afrique tropicale.
Ce sont des plantes herbacées vivaces, cespiteuses aux tiges (chaumes) pouvant atteindre 75 cm de long, et aux inflorescences en panicules.